# Gephyromantis ambohitra
Gephyromantis ambohitra is een kikker uit de familie gouden kikkers (Mantellidae). De soort werd voor het eerst wetenschappelijk beschreven door Miguel Vences en Frank Glaw in 2001. De soort behoort tot het geslacht Gephyromantis.

## Leefgebied
De kikker is endemisch in Madagaskar. De soort komt voor in het noorden van het eiland en leeft op een hoogte van 500 tot 1200 meter boven zeeniveau.

## Synoniemen
- Mantidactylus ambohitra Vences & Glaw, 2001